# جون ويليام بالمر
جون ويليام بالمر (بالإنجليزية: John William Palmer)‏ هو محامي وسياسي أمريكي، ولد في 20 أغسطس 1866، وتوفي في 3 نوفمبر 1958 في سيداليا في الولايات المتحدة. حزبياً، نشط في الحزب الجمهوري. وقد انتخب عضو مجلس النواب الأمريكي.